# Kristen!
Kristen! är en svensk lärobok för konfirmander, utgiven 1996. Författare är Stig Eklund och Martin Lönnebo, biskop emeritus.